# Cybaeus confrantis
Cybaeus confrantis är en spindelart som beskrevs av Tatyana I. Oliger 1994. Cybaeus confrantis ingår i släktet Cybaeus och familjen vattenspindlar. Inga underarter finns listade i Catalogue of Life.